# Chincha Alta

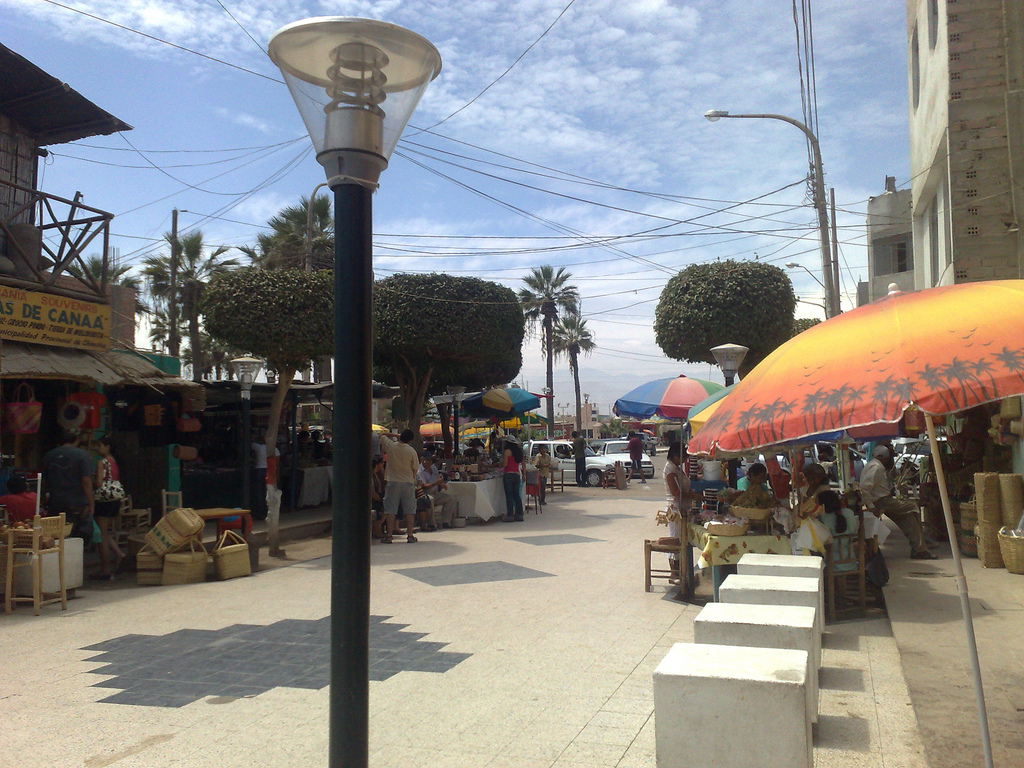
Gata i Chincha Alta.

Chincha Alta (i folkmun ofta bara Chincha) är en stad i centrala södra delen av Peru och är huvudort i Chinchaprovinsen i departementet Ica. Den är belägen i floden San Juans bäcken, cirka 200 kilometer söder om Lima. Folkmängden uppgick till 177 219 invånare 2015.

## Historia

### Inkatiden
Mellan 1458 och 1460, under Pachacútecs tid, erövrades chinchas av Inkariket av hans son Túpac Yupanqui. Där skapades det första motståndet mot Spaniens erövring. Man hade då uppnått vänskapliga förbindelser och handel med Inkariket, och bidrog till att expandera imperiet. Chinchas styresmän Tambianvea och Hatuncas åtnjöt personlig vänskap med inkahärskarna Pachacútec, Túpac Inca Yupanqui, Huayna Cápac och Atahualpa, för att ha deltagit i Inkarikets expansion i norr, centrala delen och i söder. Inka värdesatte chinchas för deras uthållighet och mod samt för att de var framstående inom jordbruk, kultur, handel och krigskonst, vilket skilde dem från andra erövrade kulturer. Efter ankomsten av spanjorerna genom Diego de Almagro 1537 blandades den infödda befolkningen upp med spanjorer och afrikaner.

### Jordbävning 2007
Chincha Alta drabbades 2007 av en jordbävning som skadade många hus i staden.